# Хьютон, Крис
Кри́стофер «Крис» Хью́тон (англ. Christopher "Chris" Hughton; род. 11 декабря 1958, Стратфорд, Большой Лондон) — ирландский футболист и футбольный тренер. Играл на позиции правого защитника. С 1979 по 1991 год сыграл 53 матча за национальную сборную Ирландии.

## Биография

### Карьера игрока
Крис Хьютон в течение 11 сезонов выступал за лондонский клуб «Тоттенхэм Хотспур» на позиции правого защитника. Вместе с командой он выиграл Кубок Англии в 1981 и 1982 годах, а также Кубок УЕФА в 1984 году. После ухода из «Тоттенхэма» в 1990 году Хьютон недолго выступал за «Вест Хэм Юнайтед» и «Брентфорд», пока в 1993 году не завершил карьеру из-за травмы колена.
В течение 12 лет Хьютон выступал за национальную сборную Ирландии. В её составе он был участником чемпионата Европы 1988 года и чемпионата мира 1990 года.

### Карьера тренера
В июне 1998 года Хьютон вошёл в тренерский штаб «Тоттенхэм Хотспур», сначала работал с молодёжной командой, в 1999 году стал работать с резервистами, с 2001 года работал в первой команде. При Хьютоне в «Тоттенхэме» сменилось десять главных тренеров: Рэй Клеменс, Даг Ливермор, Освальдо Ардилес, Джерри Фрэнсис, Кристиан Гросс, Джордж Грэм, Гленн Ходдл, Дэвид Плит, Жак Сантини и Мартин Йол. Два раза Хьютону приходилось исполнять обязанности главного тренера. 25 октября 2007 года, после домашнего поражения «Тоттенхэма» в Кубке УЕФА от испанского «Хетафе», Мартин Йол и его ассистент Крис Хьютон были уволены. Параллельно с работой в «Тоттенхэме» с февраля 2003 года по октябрь 2005 года Хьютон был ассистентом Брайана Керра в сборной Ирландии.
В феврале 2008 года Хьютона пригласили работать в «Ньюкасл Юнайтед» в качестве тренера первой команды под руководством главного тренера Кевина Кигана. В сентябре 2008 года Хьютон исполнял обязанности главного тренера «Ньюкасла» после ухода из команды Кигана и его помощников Макдермотта и Сэдлера. Под его руководством команда потерпела четыре поражения в четырёх матчах. Хьютон продолжил работать в клубе после назначения новым главным тренером Джо Киннера и замещал его с февраля по апрель 2009 года, когда Киннер не мог работать с командой из-за проблем с сердцем.
24 мая 2009 года, после вылета «Ньюкасла» из Премьер-лиги, Хьютон вновь стал исполнять обязанности главного тренера. Владелец команды Майк Эшли летом 2009 года объявил о желании продать «Ньюкасл» за 100 миллионов фунтов, поэтому решение о назначении нового главного тренера было отложено до выяснения судьбы клуба. Сезон в чемпионате Футбольной лиги под руководством Хьютона «Ньюкасл» начал успешно, после нескольких туров закрепившись на вершине турнирной таблицы, а сам Хьютон в августе и сентябре был признан лучшим тренером месяца в лиге. 27 октября 2009 года Хьютон был назначен главным тренером «Ньюкасла» и подписал контракт, действительный до конца сезона 2009/10.
Под руководством Хьютона команда сумела вернуться в Премьер-лигу. Ему же было доверено тренировать команду в элитном дивизионе, но после 16 туров он был отправлен в отставку — согласно сообщению на официальном сайте, клубу необходим более опытный специалист.
СМИ связывали будущее Хьютона с различными клубами, пока он не был назначен менеджером клуба Чемпионшипа, обладателя Кубка Лиги «Бирмингем Сити» в июне 2011 года. В первой европейской кампании клуба за 50 лет «Бирмингем Сити» вышел в групповой этап Лиги Европы благодаря общей победе 3:0 над португальским «Насьоналом». В течение октября «Бирмингем Сити» в своей лиге выиграл четыре матча и один свел вничью, после чего Хьютон был назван менеджером месяца. Он вывел клуб в пятый раунд Кубка Англии 2011/12, где уступил «Челси» 0:2 в переигровке. Хьютон привёл «синих» к четвёртому месту в чемпионате, получив право бороться за выход в Премьер-лигу, но в полуфинале клуб уступил 2:3 «Блэкпулу».
В конце сезона 2011/12 «Бирмингем Сити» позволил «Норвич Сити» обсудить с Хьютоном его назначение на пост менеджера, и он подписал контракт с «канарейками» 7 июня 2012 года. Его первая ответственная игра в лиге была против «Фулхэма», и «Норвич» проиграл 0:5, хотя за этим результатом последовали незабываемые победы в лиге против «Арсенала» и «Манчестер Юнайтед», а также победа в Кубке лиги над «Тоттенхэм Хотспур». «Норвич», однако, с зимы растерял форму. Победы над «Вест Бромвичем» и «Манчестер Сити» в последних турах сезона предотвратили вылет и отправили в Чемпионшип «Уиган Атлетик». Борясь за выживание в течение всего сезона, «Норвич» под руководством Хьютона пришёл к финишу на 11-м месте.
6 апреля 2014 года «Норвич Сити» объявил о расставании с Хьютоном. На момент его отъезда «Норвич Сити» был на 17-м месте в Премьер-лиге, на пять очков выше зоны вылета. После ухода из Норвича Хьютону предлагали посты помощника менеджера ряд клубов Премьер-лиги.
31 декабря 2014 года Хьютон был объявлен новым менеджером клуба Чемпионшипа «Брайтон энд Хоув Альбион» с контрактом на три с половиной года. Его первый матч завершился со счётом 2:0 против «Брентфорда» в третьем раунде Кубка Англии 3 января 2015 года.
18 мая 2016 года Хьютон подписал новый четырёхлетний контракт.
17 апреля 2017 года «Брайтон» добился выхода в Премьер-лигу после победы со счётом 2:1 дома над «Уиганом».
9 марта 2018 года Хьютон был назван менеджером месяца в феврале и стал первым чернокожим менеджером, получившим этот приз.
13 мая 2019 года Крис Хьютон был уволен.